# مقلوب (شعر)
المقلوب وهو أن يضطر الوزن الشعري إلى إحالة المعنى، فيقلبه الشاعر إلى خلاف ما قصد به. مثال ذلك العروة بن الورد: 
فلو أني شهدت أبا سعادٍ، غداةَ غدا بمهجته يفوق

فديت بنفسه نفسي وماليِ، وما آلوكَ إلا ما أطيقُ
 أراد أن يقول فديت نفسه بنفسي، فقلب المعنى.

## انظر أبضا
- مبتور